# Діно Чіккареллі
Діно Л. Чіккареллі (англ. Dino L. Ciccarelli; 8 лютого 1960, м. Сарнія, Канада) — канадський хокеїст, правий нападник . Член Зали слави хокею (2010). 
Виступав за «Лондон Найтс» (OMJHL), «Оклахома-Сіті Старс» (ЦХЛ), «Міннесота Норз-Старс», «Вашингтон Кепіталс», «Детройт Ред-Вінгс», «Тампа-Бей Лайтнінг», «Флорида Пантерс». 
В чемпіонатах НХЛ — 1232 матчі (608+592), у турнірах Кубка Стенлі — 141 матч (73+45).
У складі національної збірної Канади учасник чемпіонатів світу 1982 і 1987 (19 матчів, 6+3). У складі молодіжної збірної Канади учасник чемпіонатів світу 1980.
Досягнення
- Бронзовий призер чемпіонату світу (1982)
- Учасник матчу всіх зірок НХЛ (1982, 1983, 1989, 1997)

Нагороди
- Трофей Джима Мегона (1978)
- Член Зали слави хокею (2010).